# Université de Jos
L'université de Jos (en anglais : University of Jos ou Unijos) est une université située à Jos dans le centre du Nigeria.

## Histoire
Ce qui est devenu l'université de Jos a été créé en novembre 1971 en tant que campus satellite de l'université d'Ibadan. Les premiers étudiants ont été admis en janvier 1972. En octobre 1975, le gouvernement militaire du général Murtala Mohammed a fait de cette université une institution distincte. Les cours ont débuté dans cette université de Jos, réorganisée, en octobre 1976 avec 575 étudiants répartis dans les quatre facultés des arts et des sciences sociales, de l'éducation, des sciences naturelles et des sciences médicales existantes. En 1978, des facultés de droit et des sciences de l'environnement ont été créées et les facultés des arts et sciences sociales ont été séparées.

## Personnalités liées à l'université

### Étudiants
- Emily Alemika, enseignante de droit[1].
- Esther Ibanga, pasteur, ayant reçu le prix Niwano de la paix[2].
- Abubakar Adam Ibrahim, écrivain.
- Ali Mazrui, universitaire et essayiste kenyan.

## Source
- (en) Cet article est partiellement ou en totalité issu de l’article de Wikipédia en anglais intitulé « University of Jos » (voir la liste des auteurs).